# Orava (rijeka)
Orava (mađarski: Árva), je rijeka u sjeverozapadnoj  Slovačkoj pritok Váha, dug 60,9 km. Površina sliva iznosi 1.991 km ². Nastaje spajanjem Bijele Orave i Crne Orave koja izvire u Poljskoj. Ulijeva se u Váh kod sela Kraľovany. 
Gradovi kroz koje prolazi:
- Dolný Kubín
- Trstená
- Tvrdošín

## Vanjske poveznice
|  | Zajednički poslužitelj ima još gradiva o temi Orava (rijeka) |